# Pompeu Miguel Martins

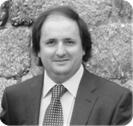

Pompeu Miguel Noval da Rocha Martins (5 de novembro de 1969) é um escritor português, residente em Fafe. Licenciado em Sociologia pela Universidade Autónoma de Lisboa e com pós-graduação em História das populações pela Universidade do Minho. A obra do autor dispersa-se pelos vários géneros literários como a poesia, texto dramático, prosa, etc.
Cargos desempenhados:
Vice-Presidente da Câmara Municipal de Fafe desde Novembro de 2013, com responsabilidades nas áreas da Cultura, Educação, Turismo, Juventude e Desporto; Director da Agência Nacional para a Gestão do Programa Juventude em acção desde 2007.
Eleito Vereador da Câmara Municipal de Fafe nas eleições de Outubro de 2009, com responsabilidade nos pelouros da Cultura, Juventude e Desporto.
Delegado Regional de Braga do Instituto Português da Juventude 2005-2007
Membro do Comité para a Juventude do Eixo Atlântico 2005-2007
Deputado da Assembleia  Municipal de Fafe – 1993 -1996 / 2001-2005 / 2005-2009
Vice-Presidente do Núcleo de Artes e Letras de Fafe – 1994 -2009
Responsável pelo sector de desenvolvimento económico e defesa do consumidor da Câmara Municipal de Fafe – 1996 -1997
Gabinete de Apoio à Presidência da Câmara Municipal de Fafe – 1998
Secretário-Geral da Associação Regional de Consumidores do Vale do Ave – 1997 – 2001
Secretário do Conselho de Direcção da Escola Superior de Educação de Fafe – 1998 – 2001
Membro do Conselho Científico Escola Superior de Educação de Fafe – 1998 – 2000
Secretário da mesa da Assembleia Geral do Cine Clube de Fafe – 1998 – 2001
Presidente da Assembleia Geral do Cine Clube de Fafe - 2004
Membro do júri do prémio de História Local «A. Lopes de Oliveira» - 2001
Membro do júri do prémio de História Local da Câmara Municipal de Fafe – 2001
Editor Literário da Editora Labirinto – 2000 -2004
Director da Terra-Labirinto – associação para a promoção de autores – 2000 – 2004
Em novembro de 2020 exerceu brevemente funções como deputado na Assembleia da República.

## Obras
- Lugar dos dias (poesia)
- Tempo de Habitar o Quase Corpo (poesia)
- O Livro do Anjo (poesia)
- As Mulheres (teatro/libreto)
- O jornal que não falava de mim (conto)
- Tambor do Mundo (poesia)
- Contigo para um último dia (romance)
- Máquina Royal (diário)
- Caderno de Orações (prosa)
- Do Intangível (poesia)
- 7 retratos de Natal (conto)

Participou ainda em:
- Isto é Poesia (antologia poética)
- Histórias para um Natal (antologia de contos)
- Afectos (antologia de poesia)
- Revista Saudade8, 9 e 10 (antologia de poesia)
- Mulher (antologia de poesia)
- Um poema para Fiama (antologia de poesia, em homenagem a Fiama Hasse Pais Brandão)
- Um poema para António Ramos Rosa(antologia de poesia, em homenagem a António Ramos Rosa)
- Liberdade (antologia de poesia)
- Natal (antologia de poesia)
- Palavras de Cristal (antologia de poesia, conto e artes plásticas)

## Distinções
- Prémio das Letras – microfone de Ouro – do jornal «Correio de Fafe» - 2000
- Prémio «Os Mais» Artes e Letras - do jornal «Povo de Fafe» - 2006